# Openluchttheater Hertme
Het Openluchttheater Hertme is een openluchttheater in Hertme in Overijsselse gemeente Borne.
Het theater werd in 1955 gebouwd op initiatief van pastoor Jan Veeger, die in 1953 de leiding had over de eerste passiespelen in Hertme, waar hij in 1952 als pastoor van de St. Stephanusparochie was aangesteld. Het eerste toneelstuk, Vondels Joseph in Dothan, werd op de hei aan de Wetering in Hertme uitgevoerd. Onder auspiciën van de Eerste Stichting Twentse Openluchtspelen (ESTO) werd vanaf 1954 met veel vrijwilligers op het terrein naast de Stephanuskerk uit Bentheimer zandsteen een vast decor voor nieuwe voorstellingen gebouwd. Die kwamen er: Een Midzomernachtdroom, De paradijsvloek, kindervoorstellingen, operettes en zelfs passievoorstellingen in het Duits. De overkapping van het theater, naar een ontwerp van architect Jan Jans, werd in het begin van de jaren zestig gebouwd. In de jaren tachtig werd het Afrikafestival (met Afrikaanse muziek) opgezet, dat decennialang populair is. Rond 2010 werd het openluchttheater gerenoveerd.